# Лютефіск

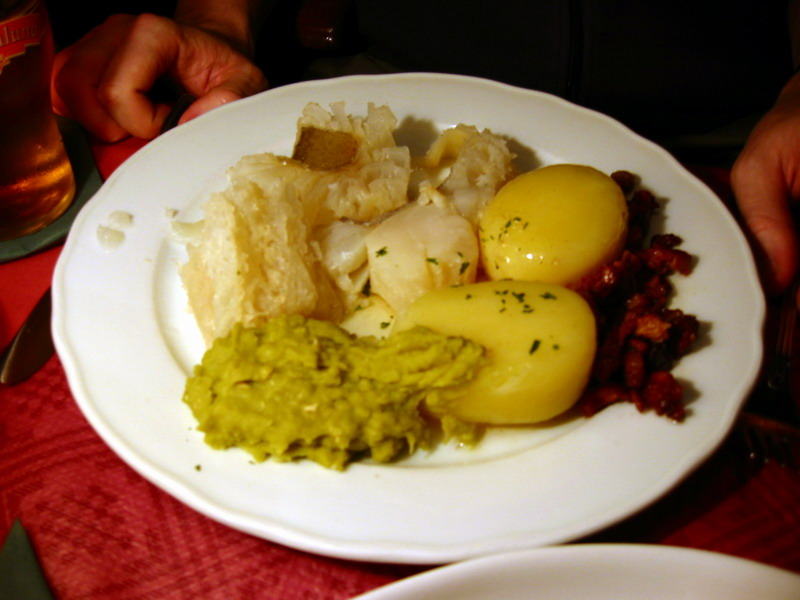

Лютефіск (норв. lutefisk, швед. lutfisk, дослівно риба лугом) — традиційна скандинавська рибна страва, що зазвичай готується з тріски і популярна в Норвегії, Швеції та деяких районах Фінляндії.
Для приготування сушену рибу замочують у лужному розчині каустичної соди або гідроксиду натрію (раніше використовували березову золу, що також має лужні властивості) на три доби, після чого вимочують кілька днів у чистій воді. Внаслідок хімічної реакції рибних білків із лугом риба набуває ніжної желеподібної консистенції й специфічного гострого запаху.
Надалі лютефіск підлягає тепловій обробці: кілька хвилин його варять у дуже солоній воді. Страву подають із гороховим пюре, беконом, відварною картоплею, як приправу пропонують гірчицю і сир із козячого молока, капусту з морквою. Деякі віддають перевагу лютефіску з картопляними млинчиками. З алкогольних напоїв до лютефіску подають норвезьку горілку Аквавіт (акевіт), пиво.
Лютефіск — традиційний зимовий, різдвяний делікатес, і зараз досить популярний у народів Скандинавії, попри свій незвичайний смак (протягом 2001 року в Норвегії з'їли понад 2 600 т цієї страви).

## Історія

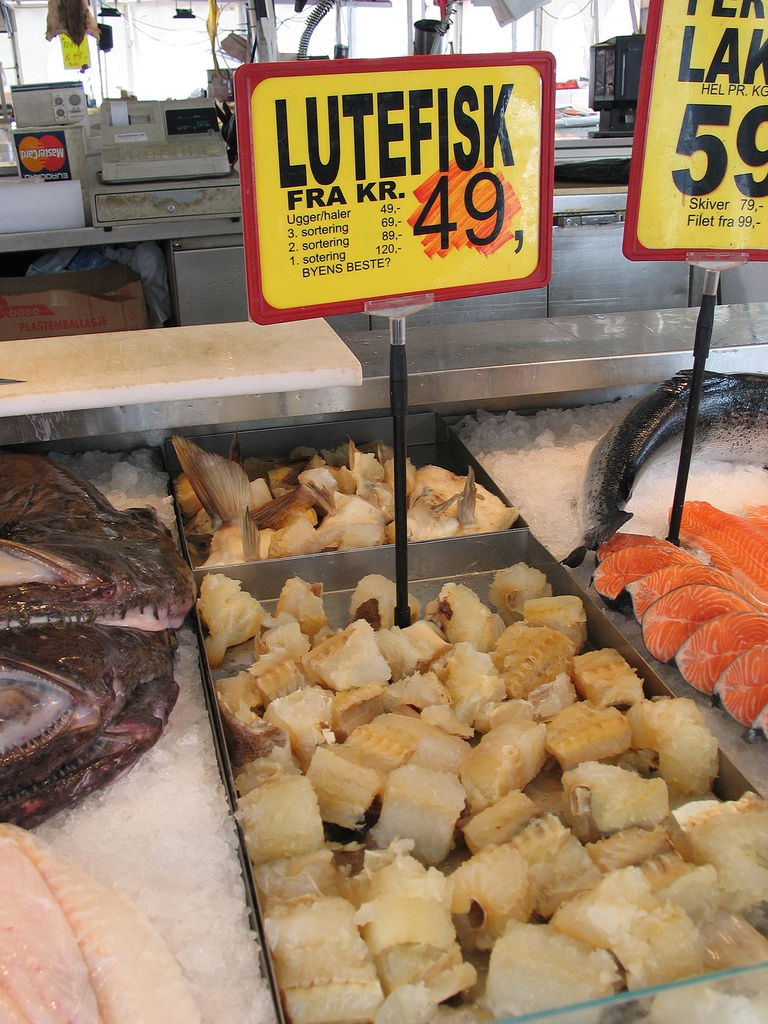
Лютефіск у норвезькому супермаркеті

Перша згадка про лютефіск відноситься до 1555 року, коли шведський учений і дипломат Олаф Магнус у своїх працях докладно описав процес виробництва страви. Легенда пов'язує походження екзотичної страви з кораблем вікінгів (або з рибним складом), в який вдарила блискавка і спалила його, а риба, яка знаходилася на кораблі, змішалася з золою. Через деякий час вікінги вирішили спробувати рибу, попередньо вимочивши у воді, і були здивовані смаком страви.
Американський кулінарний критик Джеффрі Стейнгартен, автор книги «Той, що їсть все», так відгукувався про лютефіск:
 «Лютефіск — це не їжа, а зброя масового ураження. Це приклад їжі, смак якої ні на що не схожий, але при цьому викликає такі сильні емоції, що буквально відправляє людину в нокаут». 